# Cresponea premnea
Cresponea premnea är en lavart som först beskrevs av Erik Acharius, och fick sitt nu gällande namn av Egea & Torrente. Cresponea premnea ingår i släktet Cresponea och familjen Roccellaceae.  Arten är reproducerande i Sverige. Inga underarter finns listade i Catalogue of Life.